# Mona Wabnigg
Mona Wabnigg (* 28. November 1992 in Innsbruck) ist eine österreichische Rennrodlerin.
Mona Wabnigg aus Innsbruck betreibt Rennrodeln seit 2001. 2006 wurde sie Jugend-Vizemeisterin in Österreich, ein Jahr später gewann sie die Tiroler Meisterschaft und wurde wie auch 2008 österreichische Vizemeisterin. Die Junioren-Weltmeisterschaft 2008 in Lake Placid beendete Wabnig als 16. Zum Auftakt der Saison 2008/09 debütierte sie in Igls im Rennrodel-Weltcup und fuhr auf den 28. Platz. 2009 wurde sie Juniorenmeisterin ihres Landes.